# 6 dicembre
Il 6 dicembre è il 340º giorno del calendario gregoriano (il 341º negli anni bisestili). Mancano 25 giorni alla fine dell'anno.

## Eventi
- 1058 – Elezione di papa Niccolò II
- 1534 – Gli spagnoli fondano Quito in Ecuador
- 1768 – Viene pubblicata la prima edizione dell'Encyclopædia Britannica
- 1790 – Il Congresso degli Stati Uniti si sposta da New York a Filadelfia
- 1821 – Si chiude il Processo Maroncelli-Pellico
- 1830 – Viene fondato lo United States Naval Observatory
- 1877
  - Thomas Alva Edison inventa il fonografo e vi registra Mary Had a Little Lamb
  - Esce il primo numero del Washington Post
- 1882 – Riunitesi a Manchester, le quattro federazioni calcistiche nazionali del Regno Unito fondano l'IFAB e istituiscono l'Home championship, la prima competizione internazionale nella storia del calcio
- 1884 – Viene completato il Monumento a Washington
- 1889 – Viene legalmente riconosciuta l'invenzione della lampadina da parte di Thomas Alva Edison
- 1907 – A Monongah si verifica la più grave sciagura mineraria della storia degli Stati Uniti d'America
- 1914 – Prima guerra mondiale: si conclude la battaglia di Lodz
- 1917 – La Finlandia dichiara l'indipendenza dalla Russia
- 1921 – La Repubblica d'Irlanda ottiene l'autonomia dal Regno Unito con la firma del Trattato anglo-irlandese
- 1922 – Un anno dopo la firma del Trattato anglo-irlandese nasce lo Stato Libero d'Irlanda
- 1928 – Viene fondato l'IPZS a Roma
- 1930 – A Batavia il poeta cileno Pablo Neruda sposa Maria Antonieta Hagenaar Vogelzang
- 1933 – Negli Stati Uniti d'America il giudice federale John M. Woolsey stabilisce che l'Ulisse di James Joyce non è osceno
- 1941
  - Seconda guerra mondiale: il Regno Unito dichiara guerra alla Finlandia per dare supporto all'Unione Sovietica durante la Guerra di continuazione
  - Seconda guerra mondiale: il giorno prima dell'attacco giapponese a Pearl Harbor il presidente degli Stati Uniti d'America Franklin Delano Roosevelt lancia un appello all'imperatore Hirohito del Giappone a favore della pace
- 1956 – Bagno di sangue di Melbourne: partita di pallanuoto ai Giochi olimpici tra Ungheria e Unione Sovietica, durante la rivoluzione ungherese
- 1957 – Un'esplosione sulla rampa di lancio vanifica il primo tentativo statunitense di lanciare un satellite artificiale (Progetto Vanguard)
- 1959 – A Napoli viene inaugurato lo Stadio del Sole, poi diventato San Paolo; vi si giocò Napoli-Juventus, terminata 2-1
- 1969 – Uccisione di Meredith Hunter, un ragazzo afroamericano, da parte del servizio d'ordine all'Altamont Free Concert organizzato dai Rolling Stones
- 1972 – Viene lanciato l'ultimo Saturn V con uomini a bordo, trasporta l'Apollo 17 nell'ultima missione del Programma Apollo
- 1975 – Si svolge a Roma la prima manifestazione nazionale del Movimento Femminista
- 1977 – Il Sudafrica concede l'indipendenza al Bophuthatswana (non riconosciuta da nessun'altra nazione)
- 1978 – La Spagna approva la sua attuale costituzione con un referendum
- 1989 – Massacro del Politecnico di Montréal: un assassino uccide 14 donne al Politecnico dell'Università di Montréal, dichiarando come motivo che odia le femministe
- 1990 – Un aereo militare fuori controllo vagante per i cieli di Bologna precipita sull'istituto superiore Salvemini di Casalecchio di Reno: dodici ragazzi di sedici anni muoiono sul colpo, altri quattro restano gravemente feriti; della strage nessuno sarà ritenuto colpevole
- 1992 – Ad Ayodhya, in India, estremisti di destra Indù, appartenenti al Partito Bharatiya Janata nazionalista e a organizzazioni alleate, demoliscono la Moschea di Babri Masjid, una moschea del XVI secolo, che sostengono venne costruita sul luogo di nascita di Rāma
- 1994 – Il giudice simbolo di Mani pulite, Antonio Di Pietro, si dimette da magistrato
- 1998 – Hugo Chávez vince le elezioni presidenziali in Venezuela
- 2005
  - David Cameron è il nuovo leader del Partito Conservatore britannico
  - La Microsoft rilascia la R2 di Windows Server 2003
- 2007 – A Torino un incendio nello stabilimento della ThyssenKrupp provoca la morte di sette operai
- 2017 – Il presidente statunitense Donald Trump riconosce ufficialmente Gerusalemme come capitale d'Israele

## Nati
Ci sono circa 1 060 voci su persone nate il 6 dicembre; vedi la pagina Nati il 6 dicembre per un elenco descrittivo o la categoria Nati il 6 dicembre per un indice alfabetico.

## Morti
Ci sono circa 530 voci su persone morte il 6 dicembre; vedi la pagina Morti il 6 dicembre per un elenco descrittivo o la categoria Morti il 6 dicembre per un indice alfabetico.

## Feste e ricorrenze

### Civili
Nazionali:
- Canada – Giornata nazionale del ricordo e dell'azione contro la violenza sulle donne (National Day of Remembrance and Action on Violence Against Women), in memoria del Massacro del Politecnico di Montréal (1989)
- Finlandia – Giorno dell'Indipendenza (Itsenäisyyspäivä)
- Spagna – Giorno della costituzione (Día de la Constitución) in memoria della ratifica della Costituzione della Spagna nel 1978, dopo il regime franchista
- Birmania – Festa nazionale

### Religiose
Cristianesimo:
- San Nicola di Bari, vescovo
- Sant'Apollinare di Trieste, martire
- Sant'Asella, vergine
- Santi Dionisia, Dativa, Leonzia, Terzo, Emiliano, Bonifacio, Maiorico e Servo, martiri
- San Giuseppe Nguyen Duy Khang, catechista, martire
- San Pietro Pascasio, vescovo e martire
- Sant'Obizio da Niardo, eremita
- Beata Angelica da Milazzo, terziaria francescana
- Beato Eliodoro Ramos Garcia, coadiutore salesiano, martire
- Beato János Scheffler, vescovo e martire
- Beata Luisa Maria Frias Canizares, vergine e martire
- Beato Michele Lasaga Carazo, sacerdote salesiano, martire